# Prohylobates
Prohylobates — рід викопних приматів родини мавпові (Cercopithecidae), що мешкав у міоцені (17-15 млн років тому). Назва роду перекладається «до гібонів». Незважаючи на назву, рід до гібонових не належить — він є найстарішим відомим родом родини мавпових (проте деякі дослідники відносять його і ряд близьких родів до окремої родини Victoriapithecidae). Скам'янілі рештки знайдені у Північній Африці на території Єгипту та Лівії. Це були досить великі мавпи, вагою 7-25 кг.

## Класифікація
У роді описано два види:
- Prohylobates simonsi, Delson, 1979
- Prohylobates tandyi, Fourtau, 1918